# Димитър Икономов (Ботев четник)
Вижте пояснителната страница за други личности с името Димитър Икономов.
Димитър Христов Икономов (наричан и Димитриката) е български революционер, участник в Ботевата чета, народен представител.

## Биография
Димитър Икономов е роден през 1839 г. в Троян. Произхожда от рода на Иван Гадев, богат търговец на добитък. Син е на Добра Дочева и свещеник-иконом поп Христо Гадев. Баща му – поп Христо е съученик и сподвижник на Георги Раковски от училището на Райно Попович.
Димитър учи в килийното училище в Троян и в Ловеч (1853 – 1855) при даскал Емануил Лазаров и при Райно Попович в Карлово, учител в Троян (1856 – 1857) и Никопол (1857 – 1858). През 1859 г. заминава в Цариград, където баща му е свещеник в униатската църква. Остава там до 1861 г.
Между 1863 г. и 1867 г. е учител в Оряхово, където оглавява борбата срещу гръцкия владика и участва в създаването на таен революционен комитет. След неуспешен заговор за пренасяне на оръжие в България е заловен, но успява да избяга и да се спаси отново в Румъния. Заминава за Белград и се включва във Втората българска легия. След разформироването на Легията през 1868 г. се завръща в Румъния. Установява връзка с българските емигранти в Букурещ. Живее първо в Зимнич, а после – в Турну Мъгуреле. През 1874 г. се заселва в гр. Александрия и отваря хлебарница, която става средище на българските емигранти. Включва се в БРЦК и е негов деен член. Член е на революционния комитет в Александрия, Румъния и негов делегат в събранието на 10 август 1875 г. на БРЦК. На историческото събрание през септември, на което се взема решение за сформиране на чета, която под предводителството на Панайот Хитов да окаже помощ на участниците в Априлското въстание, Димитър Икономов дава идеята за превземането на парахода „Радецки“.
На 16 май 1876 г. отплава от румънския бряг при Гюргево заедно с Ботевата чета, на чийто щаб е член. След смъртта на войводата група от 20 четници се отделя под водачеството на Димитър Икономов. След няколко сражения и предателства оцелелите въстаници са заловени край с. Литаково и отведени в Орхание, а оттам в Софийския затвор. Осъдени са на смърт чрез обесване. По-късно присъдата е заменена с доживотен затвор в окови. Заточен на о. Родос, откъдето е освободен след подписването на Санстефанския мирен договор.
След Освобождението Димитър Икономов се включва активно в обществения живот. Избран е за делегат от Ловешки окръг в Учредителното събрание в Търново през 1879 г. Делегат е и в Първото велико народно събрание за избор на княз.
Участва в административното управление в Троян (1880). Бил е околийски началник в Дряново (1880) и в Куртбунар (Тервел) (1881 – 1883).
Заселва се във Варна, където се препитава като ханджия. През 1884 г. е народен представител в ІV обикновено народно събрание от Троян. През 1889 г. е член на Окръжния съвет във Варна.
Има 4 сина.
Умира на 29 март 1896 г. във Варна, където е и погребан.
За него Георги Стойчев от Трявна, близък другар от хъшовския живот, пише:
| „ | „Той беше цял философ. Дрехи, ядене, разходки-нищо не го интересуваше. Единственият негов идеал беше освобождението на България. Гдето идеше, с който се събереше, това говореше. С една реч, той беше примерен патриот“ | “ |

## Памет
В гр. Троян и в гр. Варна има улици кръстени на негово име.